# ألفرد نيفيل ماي
ألفرد نيفيل ماي (بالإنجليزية: Alfred Neville May)‏ هو بروفيسور ومترجم بريطاني، ولد في 1944 في ليفربول في المملكة المتحدة، وتوفي في 1998.